# Телюк, Пётр Михайлович
Телюк Петр Михайлович (10 марта 1941 г.) — руководитель Бориславского Народного самодеятельного театра для детей и юношества.

## Биография
Родился на Тернопольщине, Украина. Окончил режиссёрский факультет Харьковского института культуры.
Восемь лет работал преподавателем просветительного училища в г. Самбор. С 1981 года — режиссёр народного театра г. Елизово, Камчатка, Россия. В 1992 году переехал с Камчатки в г. Борислав. Работал художественным руководителем Мразницького Народного дома «Просвита». В 2002 году возглавил Бориславский народный самодеятельный театр для детей и юношества. В 2004 году театру присвоено звание «Народного».

### Творчество
- «20 лет спустя», Ш. Хусаинов (1981),
- «Воспоминание», А. Арбузов (1982),
- «Рядовые», А. Дударев (1983)
- «С новым годом!» (Сказка) (1983)
- «Комната», Э. Брагинский (1984),
- «Тринадцатый председатель», А. Абдуллин (1983),
- «Затюканный апостол», А. Макаенок (1987),
- «Поздняя любовь», А. Н. Островский (1987),
- «Дом Бернарды Альбы», Г. Лорка (1981),
- «97», Н. Г. Кулиш (1982),
- «Новогодняя сказка» (1984)
- «Юмор — дело серьёзное» (Театрализованное представление) (1985)
- «Общество обвиняет», В. Лисицын (1986)
- «Бубен — ученик богатыря», В. Ольшанский (сказка) (1986)
- «Ответственность», В. Удам (1987)
- «Дурочка», Лопе де Вега (1988)
- «Допрос», Родионов (1988)
- «Ванюша — Иван Петрович» (сказка) (1989)
- «Медея», Еврипид (1990)
- «Нам 30» (Театрализованное представление) (1990)
- «Золотой цыпленок», В. Орлов (сказка) (1991)
- «Единый наследник», Ж. Ф. Реньяр (1991)
- «Гроза», А. Н. Островский (1992)
- «Новый год и Белый кот» (сказка) (1992)